# Carneades princeps
Carneades princeps är en skalbaggsart som beskrevs av Bates 1872. Carneades princeps ingår i släktet Carneades och familjen långhorningar.
Artens utbredningsområde är:
- Costa Rica.
- Nicaragua.
- Panama.

Inga underarter finns listade.